# Calpensia nobilis
Espèce
Calpensia nobilis, est une espèce de bryozoaires appartenant à la famille des Microporidae,

## Description et caractéristiques
Calpensia nobilis est un bryozoaire, présent dans les eaux tempérées chaudes. Les colonies forment de larges feuilles minces aplaties ou d'épaisses incrustations cylindriques. Les colonies sont de couleur brun pâle et souvent très étendues, jusqu'à 10 cm2 ou plus. La croissance successive peut produire des colonies composées de plusieurs couches d'autozoïdes. Les autozoïdes sont rectangulaires et sont disposés dans une série linéaire régulière. Ils sont typiquement de 0,7 - 0,8 par 0,30 - 0,4 mm.
L'espèce est capable de coloniser les débris de coquillages, les pierres et divers substrats organiques. Il pousse épiphytiquement sur les herbiers de posidonies. Il varie de 10 à 60 m, mais est rarement trouvé plus profond.

## Habitat et répartition
Calpensia nobilis est présent dans les eaux tempérées chaudes et est présent dans toute la Méditerranée et dans l'Atlantique Est. Sa limite nord actuelle semble être les îles anglo-normandes. On retrouve ses restes fossilisés dans les faluns.